# Winter League FIAF 1995
La Winter League FIAF 1995 è stata l'undicesima edizione del terzo livello del campionato italiano di football americano (prima con la denominazione Winter League, terza edizione a 8 giocatori); è stato organizzato dalla Federazione Italiana American Football.

## Regular season

### Classifica

#### Girone A
| Pos. | Squadra               | %V   | G | V | N | P | PF  | PS  |
| ---- | --------------------- | ---- | - | - | - | - | --- | --- |
| 1    | Marines Ostia         | .875 | 8 | 7 | 0 | 1 | 166 | 55  |
| 2    | Guelfi Firenze        | .625 | 8 | 5 | 0 | 3 | 210 | 76  |
| 3    | Ironmen La Spezia     | .625 | 8 | 5 | 0 | 3 | 125 | 145 |
| 4    | Red Jackets Sarzana   | .250 | 8 | 2 | 0 | 6 | 109 | 229 |
| 5    | Royal Dodgers Caserta | .125 | 8 | 1 | 0 | 7 | 77  | 182 |

#### Girone B
| Pos. | Squadra           | %V   | G | V | N | P | PF  | PS  |
| ---- | ----------------- | ---- | - | - | - | - | --- | --- |
| 1    | Skorpions Varese  | .875 | 8 | 7 | 0 | 1 | 317 | 141 |
| 2    | Kings Gallarate   | .750 | 8 | 6 | 0 | 2 | 200 | 103 |
| 3    | Old Blacks Torino | .625 | 8 | 5 | 0 | 3 | 292 | 148 |
| 4    | Corsari Albenga   | .250 | 8 | 2 | 0 | 6 | 143 | 222 |
| 5    | Rhinos Milano     | .000 | 8 | 0 | 0 | 8 | 34  | 272 |

#### Girone C
| Pos. | Squadra            | %V    | G | V | N | P | PF  | PS  |
| ---- | ------------------ | ----- | - | - | - | - | --- | --- |
| 1    | Bengals Brescia    | 1.000 | 8 | 8 | 0 | 0 | 363 | 44  |
| 2    | Hogs Reggio Emilia | .688  | 8 | 5 | 1 | 2 | 251 | 133 |
| 3    | Centauri Bologna   | .250  | 8 | 2 | 0 | 6 | 72  | 257 |
| 4    | Blades Tolentino   | .000  | 8 | 0 | 0 | 8 | 42  | 380 |

#### Girone D
| Pos. | Squadra                  | %V   | G | V | N | P | PF  | PS  |
| ---- | ------------------------ | ---- | - | - | - | - | --- | --- |
| 1    | Green Waves Corbetta     | .875 | 8 | 7 | 0 | 1 | 251 | 69  |
| 2    | Red Falcons Liscate      | .875 | 8 | 7 | 0 | 1 | 259 | 89  |
| 3    | Bulls Magenta            | .313 | 8 | 2 | 1 | 5 | 194 | 258 |
| 4    | Rangers Seren del Grappa | .000 | 8 | 0 | 0 | 8 | 61  | 263 |

## Playoff
Accedono ai playoff le prime due di ogni girone.
|  | Quarti di finale | Quarti di finale     | Quarti di finale     |                      |                     | Semifinali      | Semifinali | Semifinali |  |  | III Eightbowl | III Eightbowl   | III Eightbowl |
|  |                  |                      |                      |                      |                     |                 |            |            |  |  |               |                 |               |
|  | 1C               | Bengals Brescia      | 34                   |                      |                     |                 |            |            |  |  |               |                 |               |
|  | 3A               | Ironmen La Spezia    | 12                   |                      |                     |                 |            |            |  |  |               |                 |               |
|  | 3A               | Ironmen La Spezia    | 12                   |                      | 1C                  | Bengals Brescia | 46         |            |  |  |               |                 |               |
|  |                  |                      |                      |                      | 1C                  | Bengals Brescia | 46         |            |  |  |               |                 |               |
|  |                  | 2B                   | Kings Gallarate      | 40                   |                     |                 |            |            |  |  |               |                 |               |
|  | 2D               | 2B                   | Kings Gallarate      | 40                   | Red Falcons Liscate | 20              |            |            |  |  |               |                 |               |
|  | 2D               |                      |                      |                      | Red Falcons Liscate | 20              |            |            |  |  |               |                 |               |
|  | 2B               | Kings Gallarate      | 44                   |                      |                     |                 |            |            |  |  |               |                 |               |
|  |                  |                      |                      |                      |                     |                 |            |            |  |  | 1C            | Bengals Brescia | 20            |
|  |                  |                      | 1D                   | Green Waves Corbetta | 12                  |                 |            |            |  |  |               |                 |               |
|  | 1A               | Marines Ostia        | 26                   |                      |                     |                 |            |            |  |  |               |                 |               |
|  | 2C               | Hogs Reggio Emilia   | 0                    |                      |                     |                 |            |            |  |  |               |                 |               |
|  | 2C               | Hogs Reggio Emilia   | 0                    |                      | 1A                  | Marines Ostia   | 6          |            |  |  |               |                 |               |
|  |                  |                      |                      |                      | 1A                  | Marines Ostia   | 6          |            |  |  |               |                 |               |
|  |                  | 1D                   | Green Waves Corbetta | 12                   |                     |                 |            |            |  |  |               |                 |               |
|  | 1B               | 1D                   | Green Waves Corbetta | 12                   | Skorpions Varese    | 26              |            |            |  |  |               |                 |               |
|  | 1B               |                      |                      |                      | Skorpions Varese    | 26              |            |            |  |  |               |                 |               |
|  | 1D               | Green Waves Corbetta | 34                   |                      |                     |                 |            |            |  |  |               |                 |               |

### IV Snowbowl
Il IV Snowbowl si è disputato il 28 gennaio 1996 a Brescia. L'incontro è stato vinto dai Bengals Brescia sui Green Waves Corbetta con il risultato di 20 a 12.

## Verdetti
- Bengals Brescia vincitori dello Snowbowl.